# Памятник Маннергейму
Конный памятник маршалу Маннергейму (фин. Marsalkka Mannerheimin ratsastajapatsas) — монументальный конный памятник финскому военному и государственному деятелю Карлу Густаву Маннергейму. Установлен на проспекте Маннергейма в Хельсинки. Памятник представляет собой бронзовую конную статую высотой 5,4 метра, установленную на прямоугольном гранитном постаменте (6,3 метра в длину, 6,3 метра в высоту и 2,72 метра в ширину).

## История
Впервые идея о возведении памятника возникла в 1930 году, однако так и не воплотилась в жизнь. К проекту памятника маршалу вернулись уже после его смерти. Его автором по итогам конкурса стал скульптор Аймо Тукиайнен, его помощниками были Хейкки Хяйвяоя, Каин Таппер и Осмо Сипари. Открытие памятника состоялось 4 июня 1960 года в честь 93-й годовщины со дня рождения маршала Маннергейма. Общая высота бронзового памятника вместе с гранитным пьедесталом составляет 11,7 метров. В 1998 году рядом с памятником был построен музей современного искусства Киасма.

Торжественное открытие памятника в 1960 году
На праздновании столетия со дня рождения Маннергейма в 1967 году
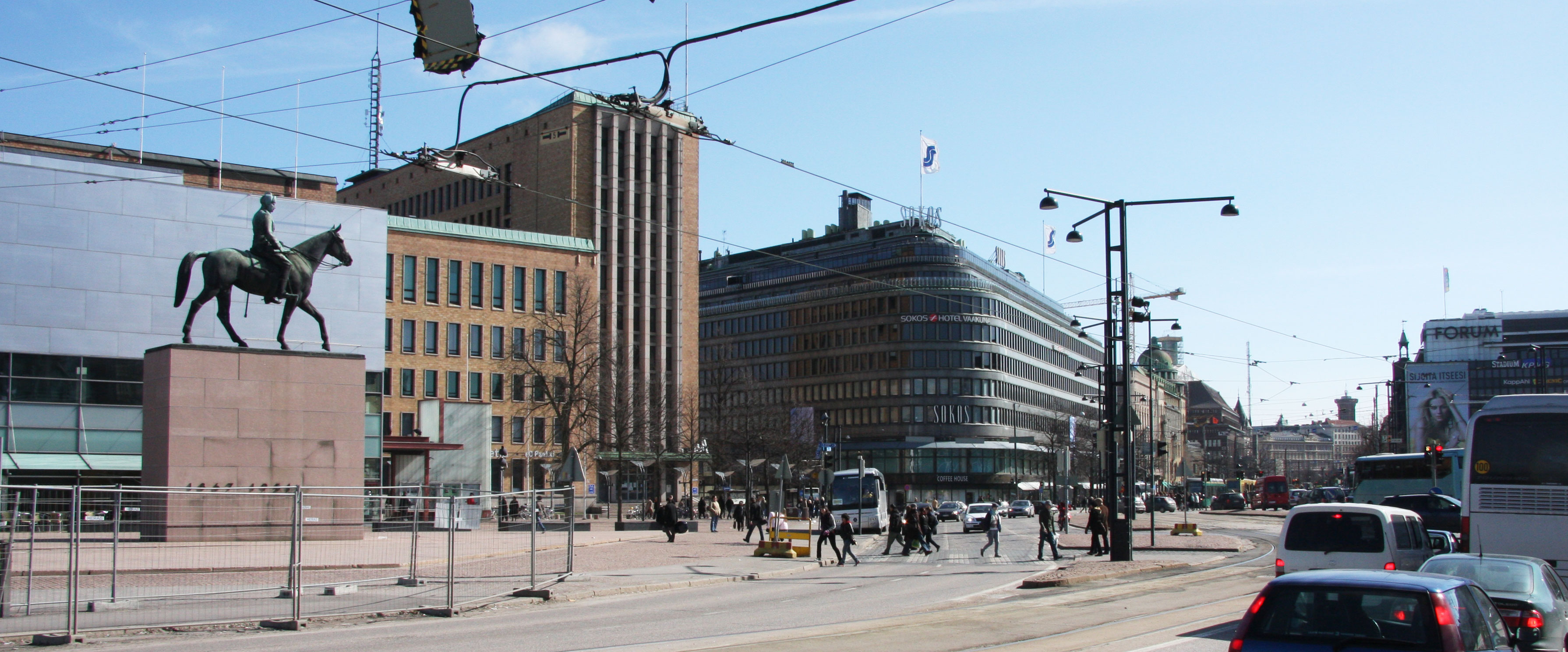
Общий вид проспекта Маннергейма в 2008 году (музей Киасма на заднем плане)